# Lee Roy Caffey
Lee Roy Caffey (3 de junho de 1941 - Houston, 18 de janeiro de 1994) foi um jogador profissional de futebol americano estadunidense.

## Carreira
Lee Roy Caffey foi campeão da temporada de 1971 da National Football League jogando pelo Dallas Cowboys.